# Hlińska Przełęcz (Tatry Wysokie)
Hlińska Przełęcz (słow. Hlinské sedlo, niem. Hlinskascharte, węg. Hlinszka-csorba) – przełęcz w słowackich Tatrach Wysokich w głównej grani odnogi Krywania. Dokładniej położona jest w północno-wschodniej grani Hlińskiej Turni, pomiędzy jej wierzchołkiem (2330 m n.p.m.) a Małą Koprową Turnią (2250 m). Jej stoki od zachodniej strony opadają do Doliny Hlińskiej, od strony wschodniej do Dolinki Szataniej, odnogi Dolinie Mięguszowieckiej. Jest rzadko używanym przejściem pomiędzy tymi dolinami, nie prowadzi przez nią szlak turystyczny. Nazwa przełęczy pochodzi od Doliny Hlińskiej.
Pierwsze znane wejścia:
- latem: Ernst Dubke, Hans Wirth i Johann Franz senior, 9 lipca 1905 r.,
- zimą: Stanisław Krystyn Zaremba, 1 stycznia 1935 r.[2]